# Neomyia australis
Neomyia australis är en tvåvingeart som först beskrevs av Macquart 1848.  Neomyia australis ingår i släktet Neomyia och familjen husflugor. Inga underarter finns listade i Catalogue of Life.